# Quinto Sulpicio Camerino Cornuto (cónsul 490 a. C.)
Quinto Sulpicio Camerino Cornuto  fue un cónsul en 490 a. C., junto con Espurio Larcio. Hijo de Servio Sulpicio Camerino (cónsul en 500 a. C.) y padre de Servio Sulpicio Camerino Cornuto.
En el año 488 a. C., Sulpicio integró la embajada de cinco consulares enviados a interceder con Coriolano cuando este estaba avanzando en contra de Roma.